# او-۳۴۴
زیردریایی یو-۳۴۴ (به انگلیسی: German submarine U-344) یک زیردریایی بود که طول آن ۶۷٫۱ متر (۲۲۰ فوت ۲ اینچ) بود. این زیردریایی در سال ۱۹۴۳ ساخته شد.